# Alexandra Ndolo
Alexandra Malika Ndolo (ur. 13 sierpnia 1986 w Bayreuth) – niemiecko-kenijska szpadzistka, filantropka, pisarka dziecięca i modelka pochodzenia kenijsko-polskiego, wicemistrzyni świata z 2022 roku z Kairu. Jako reprezentantka Kenii trzykrotna (2023, 2024, 2025) mistrzyni Afryki.    
Urodziła się w Niemczech, jej ojciec był Kenijczykiem, a matka jest Polką pochodzenia niemieckiego. Rodzina od strony ojca należy do grupy etnicznej Luo. 
Jej rodzice – Donald Ndolo i Barbara Sabarth – wyemigrowali z Polski do Niemiec w 1981 roku. Alexandra Ndolo mieszka na co dzień w Kolonii. Przez ostatnie 12 lat reprezentowała barwy sekcji szermierczej Bayeru Leverkusen. W latach 1995–2007 uprawiała Pięciobój nowoczesny.
W latach 2011-2022 była żołnierką Grupy Sportowej Bundeswehry. 
Do września 2022 roku reprezentowała Niemcy, od tego czasu jest reprezentantką Kenii. Posiada podwójne obywatelstwo: niemieckie i kenijskie. Zna biegle trzy języki: angielski, niemiecki i polski. W domu rozmawiano po polsku.
Podczas mistrzostw świata w Kairze w 2022 roku zdobyła srebrny medal w turnieju indywidualnym. W finale przegrała z Song Se-ra z Korei Południowej. Była też między innymi piąta w zawodach drużynowych na mistrzostwach świata w Lipsku w 2017 roku.
Na mistrzostwach Europy w Tbilisi (2017) zdobyła indywidualnie srebrny medal, przegrywając w finale z Rosjanką Wiolettą Kołobową. Na mistrzostwach Europy w Düsseldorfie dwa lata później była indywidualnie trzecia. Zdobyła także złoty medal w turnieju indywidualnym na mistrzostwach Afryki w Kairze w 2023 roku.
Tytuł mistrzyni Afryki obroniła w 2024 roku w Casablance.  W 2025 w nigeryjskim Lagos, trzeci raz z rzędu, obroniła tytuł mistrzyni Afryki. 
Alexandra Ndolo jest pierwszą w historii, reprezentantką Kenii w szermierce, na igrzyskach olimpijskich.
W Paryżu odpadła z dalszej rywalizacji na etapie 1 / 16 turnieju indywidualnego, nieznacznie przegrywając (12:13), z reprezentantką Ukrainy Ołeną Krywyćką. 
Po igrzyskach olimpijskich powrociła do rywalizacji sportowej, w czasie mistrzostw świata 2025 roku, rozegranych w Marakeszu. Po tych zawodach zajmuje 12. miejsce w światowym rankingu. Obecnie (stan: 9 maja 2025 r.) zajmuje 15. pozycję w światowym rankingu szpadzistek. 
Alexandra Ndolo znalazła się wśród 100 najbardziej wpływowych Kenijczyków w 2024 r.

## Działalność społeczna
Jest autorką książki edukacyjnej dla dzieci pt. „Hier hat jeder einen Platz!”. Książka ma na celu zapobieganie przejawom rasizmu wśród dzieci. Alexandra Ndolo czytała fragmenty swojej książki, podczas zorganizowanego w Berlinie, dnia otwartego w pałacu Bellevue. Jest propagatorką czytelnictwa. W tym zakresie podjęła współpracę z fundacją „Stiftung Lesen”. Studiowała psychologię gospodarczą. Posiada też uprawnienia technika medycznego. Jest współzałożycielką i członkinią zarządu Kenijskiej Federacji Szermierczej. W 2021 wzięła udział w sesji zdjęciowej dla niemieckiego wydania magazynu Playboy, zawierającej  zdjęcia olimpijek z różnych dyscyplin sportu. 
W grudniu 2024 roku, w Nairobi, zapoczątkowała swój autorski  cykl spotkań informacyjno-edukacyjnych dla dzieci, młodzieży i dorosłych, które mają na celu popularyzację szermierki w Kenii.
Jest zaangażowana w program pomocy humanitarnej ONZ „Share The Meal”.